# Szágna
Szágna (románul: Sagna) csángó település Romániában, Neamț megyében.

## Fekvése
Románvásártól délkeletre, a Szeret folyó bal partján fekvő település.

## Története
Szágna lakói a Románvásár közelében élő úgynevezett „északi csángók” közé tartoznak, az e területen élők sokáig megőrizték anyanyelvüket és római katolikus hitüket.
A település neve 1578-ban tűnt fel először az oklevelekben Sakna, Szakna, Szágna néven, mikor Sánta Péter (Petru Șchiopul) vajda a Jászvásári Galata-ktorénak adományozta.
1770-ben Dzsidafalváról és Tamásfalváról a hadak elől ide menekült római katolikus magyarokról tett említést egy oklevél.
1851-ben itteni útja alkalmával Jernei János említette leírásában, hogy Szágna csángó magyar lakosai közül sok eloláhosodott. 1902-ben Weigand leírása szerint lakói magyarul és oláhul is beszéltek.
1912-ben 1450, 1992-ben 3447 lakosa volt, ebből 2675 római katolikus, 766 görögkeleti, 6 pünkösdista volt.[forrás?]

## Nevezetességek
- Római katolikus temploma - 1842-ben épült Keresztelő Szent János tiszteletére. Mai templomuk 1949-ben épült, 1997-ben újjáépítették.